# Lexington (Virginia)
Lexington (auch als Shrine of the South bekannt) ist eine Independent city (kreisfreie Stadt) im US-Bundesstaat Virginia. Das U.S. Census Bureau hat bei der Volkszählung 2020 eine Einwohnerzahl von 7.320 ermittelt. Die Stadt hat eine Fläche von 6,4 km². Lexington beheimatet das Virginia Military Institute und die Washington and Lee University. Die Stadt ist der County Seat des Rockbridge Countys.

## Geschichte

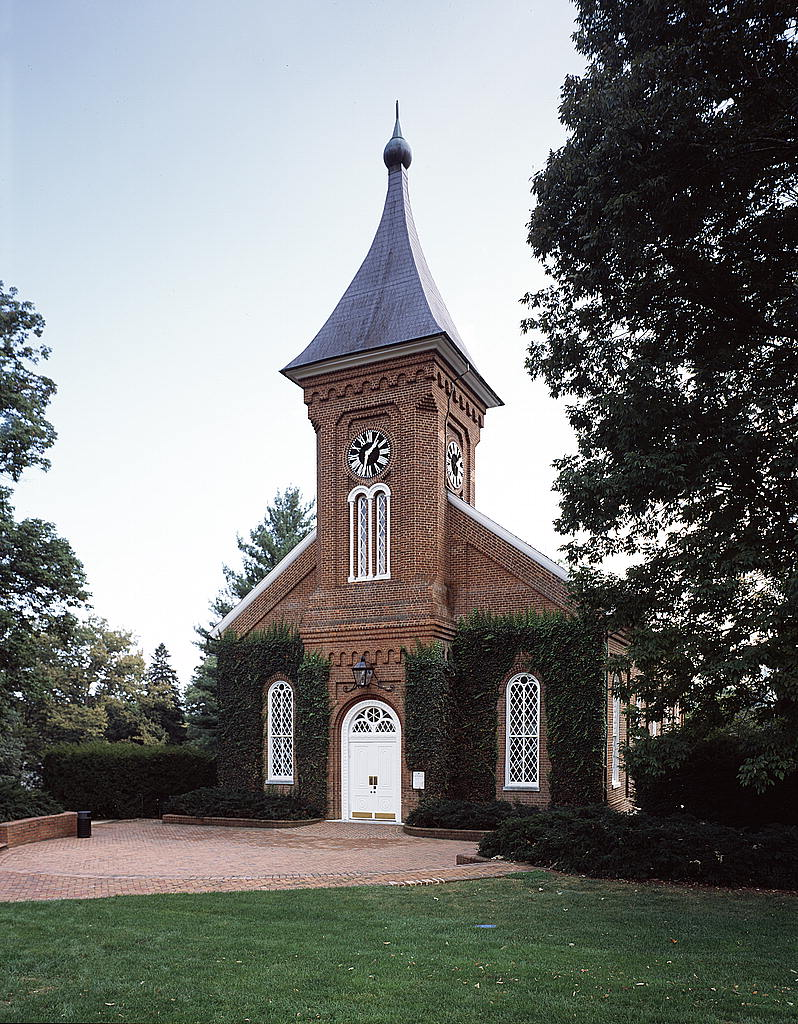
Die Lee Chapel in Lexington bewahrt die Gebeine von Robert E. Lee in einem überlebensgroßen Sarkophag auf

Lexington wurde 1777 besiedelt. Während des Amerikanischen Bürgerkriegs wurde Lexington teilweise niedergebrannt. Robert E. Lee und Stonewall Jackson, beide Südstaatengeneräle des Amerikanischen Bürgerkriegs, wurden in Lexington beerdigt. 21 Bauwerke, Stätten und Historic Districts („historische Bezirke“) in der Stadt und ihrer unmittelbaren Umgebung sind im National Register of Historic Places (NRHP) eingetragen (Stand 8. Februar 2023).
Die Stadt war in der Vergangenheit Drehort für zahlreiche Hollywoodfilme, so z. B. für Sommersby, Gods and Generals und Krieg der Welten.

## Politik
Die Stadt wird durch ein Council Manager Government verwaltet.
| City Manager                      | City Manager                                  | Bürgermeister                                 | Bürgermeister         | Bürgermeister     | stellv. Bürgermeister | stellv. Bürgermeister | stellv. Bürgermeister |
| Amtszeit                          | Name                                          | Amtszeit                                      | Name                  | Partei            | Amtszeit              | Name                  | Partei                |
| --------------------------------- | --------------------------------------------- | --------------------------------------------- | --------------------- | ----------------- | --------------------- | --------------------- | --------------------- |
| 1990– 30. September 2014          | T. Jon Ellestad                               |                                               |                       |                   |                       |                       |                       |
| 1990– 30. September 2014          | T. Jon Ellestad                               | 1. Januar 2009– 30. Dezember 2012             | Mimi Milner Elrod     |                   |                       |                       |                       |
| 1990– 30. September 2014          | T. Jon Ellestad                               | 1. Januar 2013– 30. Dezember 2016             | Mimi Milner Elrod     |                   |                       |                       |                       |
| 1. Oktober 2014– 26. Oktober 2014 | Gary Swink (kommissarisch)                    |                                               | Mimi Milner Elrod     |                   |                       |                       |                       |
| 27. Oktober 2014– 30. April 2019  | Noah Simon                                    |                                               | Mimi Milner Elrod     |                   |                       |                       |                       |
| 27. Oktober 2014– 30. April 2019  | Noah Simon                                    |                                               | Mimi Milner Elrod     |                   |                       |                       |                       |
| 27. Oktober 2014– 30. April 2019  | Noah Simon                                    | 1. Januar 2017– 30. Dezember 2020             | Frank Wilson Friedman |                   |                       |                       |                       |
| 1. Mai 2019– 7. November 2019     | Brenda Garton (kommissarisch)                 | 1. Januar 2017– 30. Dezember 2020             | Frank Wilson Friedman |                   |                       |                       |                       |
| 8. November 2019– heute           |                                               | 1. Januar 2017– 30. Dezember 2020             | Frank Wilson Friedman |                   |                       |                       |                       |
| James M. Halasz                   | 1. Januar 2021– heute (bis 30. Dezember 2024) | 1. Januar 2021– heute (bis 30. Dezember 2024) | Frank Wilson Friedman | Marylin Alexander |                       |                       |                       |

## Persönlichkeiten

### Söhne und Töchter der Stadt
- Richard Barnes Mason (1797–1850), Armee-Offizier und sechster Militärgouverneur von Kalifornien
- John Letcher (1813–1884), Mitglied des Repräsentantenhauses der Vereinigten Staaten, Mitglied des Abgeordnetenhauses von Virginia und Gouverneur von Virginia
- Clay Blair (1925–1998), US-amerikanischer Historiker und Sachbuchautor
- Bill Reid (1926–2009), Bluegrass-Musiker und Radiomoderator
- William L. McLaughlin (1928–2005), Radiologe
- Cy Twombly (1928–2011), Maler, Fotograf und Objektkünstler
- Pat Robertson (1930–2023), Fernsehprediger und Moderator
- Sally Mann (* 1951), Fotografin
- Hilary Hahn (* 1979), Violinistin

### Persönlichkeiten, die in Lexington lebten oder gewirkt haben
- John Mercer Brooke (1826–1906), Miterfinder des Torpedos, Professor des Virginia Military Institute in Lexington
- Mike Seeger (1933–2009), Folkmusiker und Folklorist